# 텔레비시온 나시오날 데 칠레
텔레비시온 나시오날 데 칠레(스페인어: Televisión Nacional de Chile)는 칠레의 공영 방송사이다. 1969년 10월 24일에 비영리의 국가 소유 방송으로 설립되었다. 이사회를 대통령이 임명하고, 상원에서 방송국을 제어 및 감독한다. 때문에 방송국 일원의 분포가 현재 의회 정치 구성과 일치하는 경향이 있다.
TVN은 다른 칠레 텔레비전과 함께 ANATEL에 소속되어 있으며, 이베로아메리카 텔레비전 기구(OTI)의 이전 회원이었다. TVN은 한국 KBS, 일본 NHK, 영국 BBC, 이탈리아 RAI, 프랑스 텔레비지옹, 스페인 TVE, 독일 ARD와 ZDF같은 다른 공영 텔레비전 네트워크와 달리, 전체 또는 부분적인 수신료 및 세금을 받지 않으며, (1992년 법률 19조 132항에서) 자체적으로 자금을 조달 해야한다.

## 기술 세부 사항
TVN은 200여개 이상의 송신 네트워크를 통해 칠레 전역의 98%을 커버하고 있다. 그리고 1999년 11월부터 디지털 텔레비전으로 ISDB-Tb(ISDB-T) 방식을 채용하고 있다. (산티아고에서는 채널 33으로 송출된다.)
또한 전세계 위성을 통해 수신되는 국제 방송인 TV 칠레를 1989년부터 운영하고 있으며, 2009년 3월 4일부터는 보도전문채널인 Canal 24 Horas를 운영하고 있다.

## 채널
- TVN : (국내 종합 방송)
- TVN HD : (HD 방송)
- 카날 24 오라스(Canal 24 Horas) : (보도전문채널)
- TV 칠레(TV Chile) : (국제 방송)

## 지역 방송국

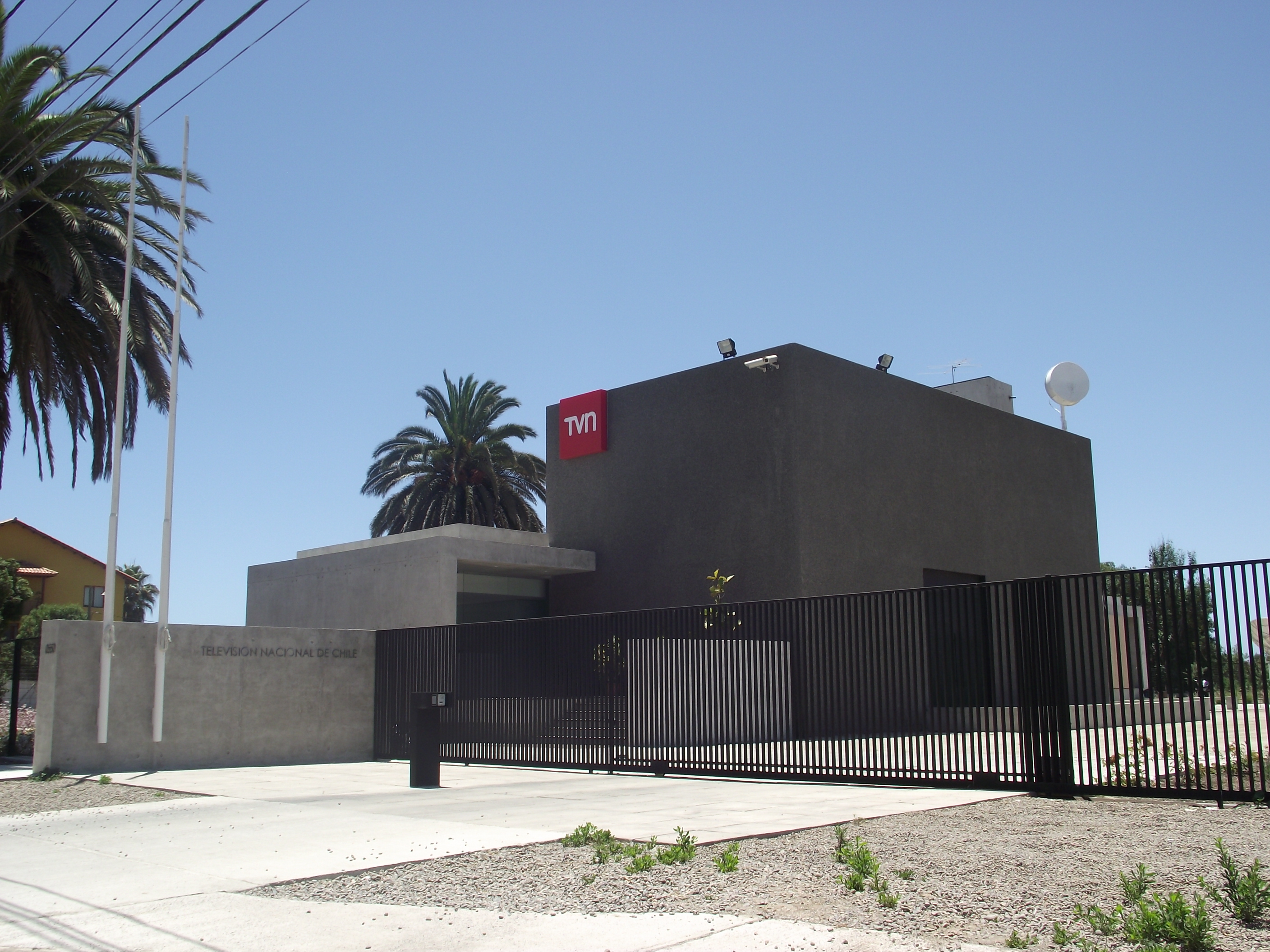
라세레나의 TVN Red Coquimbo 본사

TVN은 수도권 외 지역에 지역 중계소를 두며, 일부 시간대에 지역 뉴스 및 지역 광고를 방송하기도 한다. TVN이 운영하는 각 지역국은 아래와 같다.
- TVN Red Antofagasta (안토파가스타)
- TVN Red Atacama (코피아포)
- TVN Red Coquimbo (라세레나)
- TVN Red Valparaíso (발파라이소)
- TVN Red O'Higgins (랑카과)
- TVN Red Maule (탈카)
- TVN Red Biobío (콘셉시온)
- TVN Red Araucanía (테무코)
- TVN Red Austral (푼타아레나스)

## 프로그램 목록
- 24 오라스(24 horas)
- 무이 부에노스 디아스(Muy buenos días)
- 31분 (31 Minutos)

## 그 외
TVN은 전세계적으로 100여개국 이상, 특히 라틴 아메리카 및 스페인과 같은 다른 스페인어권 국가에서 위성 및 디지털 케이블로 시청할 수 있다.
캐나다에서는 주요 위성 및 케이블 사업자에 제공하는 TVN의 수요 증가를 지적했다. TVN은 오스트레일리아, 뉴질랜드, 브라질 등 칠레 외국인 공동체가 있는 곳마다 시청할 수 있도록 하였다.
TVN은 미국의 NBC와, 그 자회사이자 미국의 스페인어 텔레비전 네트워크인 텔레문도와 제휴 계약을 맽었다. TVN은 두 네트워크로부터 프로그램을 소량 방영하고 있다.
TVN은 스페인계 방송의 국제 채널과 활발히 경쟁하고 있다. 미국의 CNN, MTV와 4대 네트워크인 폭스 방송, ABC, CBS(그리고 모든 스페인어판)등 방송국을 칠레의 위성에서 시청할 수 있다.
TVN은 라틴 아메리카 최초로 유튜브에 채널을 개설한 방송국이다. TVN 및 TVNMedia는 40년간의 제작 프로그램 아카이브를 제공하고 있다.

## 논란
방송 특성상 친 정부 성향의 논조를 띄는 경향이 크며, 그래서 살바도르 아옌데 정부와 아우구스토 피노체트의 군사 독재 시절 TVN이 정부의 선전 미디어로 비판 받았다. "Avanzada cultural anfi-fascista"와 같은 프로그램과 좌익 성향의 인민연합 정부 시절 동안 쿠바의 지도자 피델 카스트로가 국립경기장에서 연설 한 것을 방송하기도 하였고, 군사 정부 기간 동안 뉴스 프로그램 60 Minutos과 비냐델마르 국제음악회(Viña del Mar International Song Festival), Porque Hoy es Sábado, 그중에서도 특히 콜로-콜로 축구단 경기를 많이 중계하였다. 1990년 민주화 이후로 TVN에 대한 비평은 점차 감소하고 있다.

## 로고

1969년부터 1978년까지 사용한 로고.
1978년부터 1984년까지 사용한 로고.
1984년부터 1988년까지 사용한 로고.
1986년부터 1990년까지 사용한 로고.
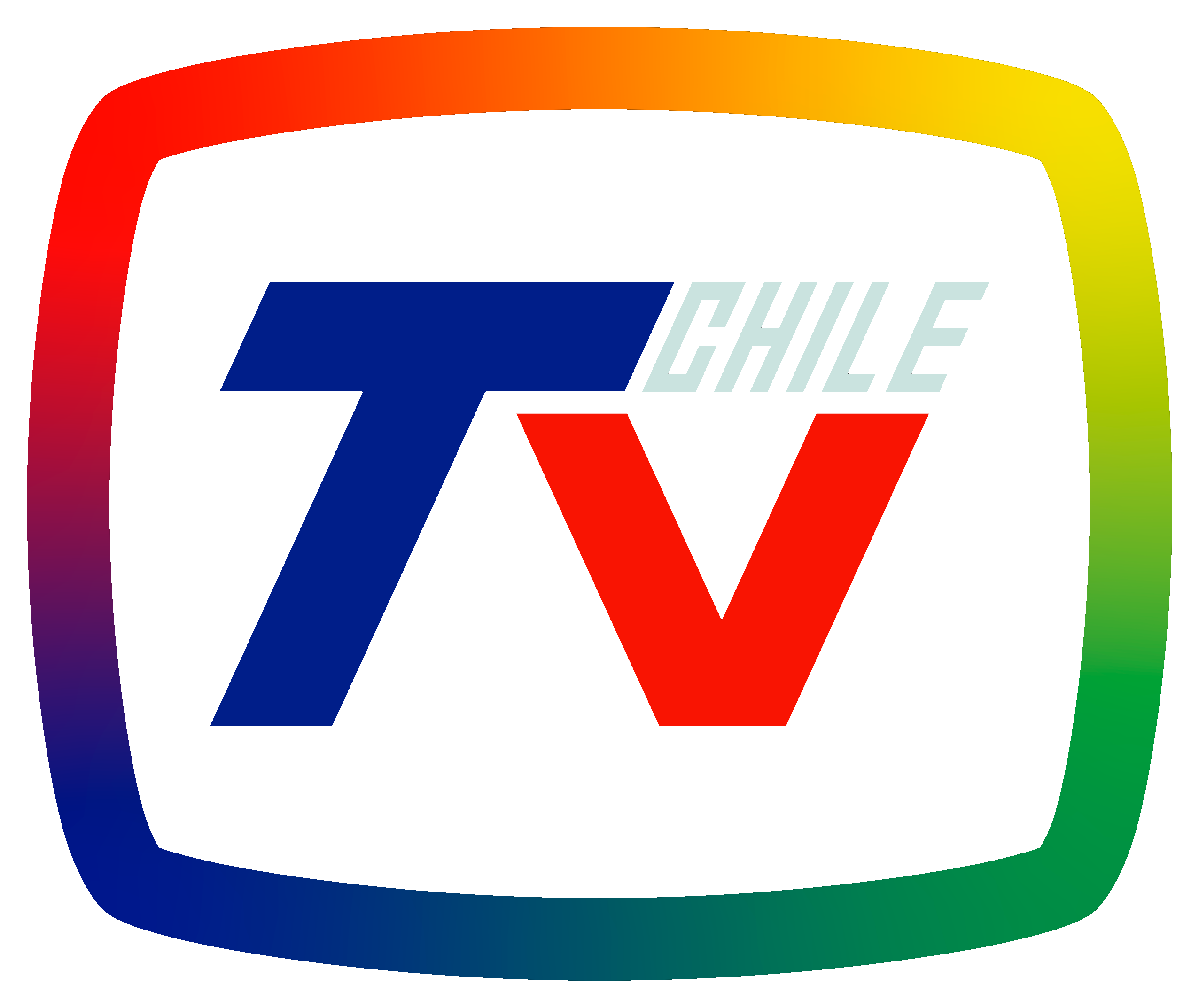
1990년 3월부터 11월까지 사용한 로고.
1991년부터 1993년까지 사용한 로고.
1993년부터 1996년까지 사용한 로고.
1996년부터 2004년까지 사용한 로고.
2004년부터 2016년까지 사용한 로고.
2016년부터 2020년까지 사용한 로고.
2020년부터 현재 사용하고 있는 로고.

## 같이 보기
- 공영 방송